# Haagse school voor Chinese educatie Wah Ha
Haagse school voor Chinese educatie Wah Ha is een Chinese school in Den Haag. Op zaterdag worden er lessen gegeven in de openbare basisschool Van Ostade in de Haagse Schilderswijk aan de zuidkant van de Van Ostadestraat. Deze Chinese school bestaat sinds 1987 en startte toen met veertig leerlingen. De school is niet verbonden met de Stichting Chinees Onderwijs in Nederland.
De Haagse school voor Chinese educatie Wah Ha was de eerste Chinese school in Den Haag die voortgezet onderwijs geeft en de eerste Chinese school in Den Haag waar Hanyu Shuiping Kaoshi werd getoetst.
In de zomer van 2012 is deze Chinese school opgehouden te bestaan.